# Lúcio Cornélio Lêntulo (cônsul em 3 a.C.)
Lúcio Cornélio Lêntulo (em latim: Lucius Cornelius Lentulus; 42 a.C.–4 (45 anos)) foi um político e general romano da gente Cornélia eleito cônsul em 3 a.C.. Lêntulo provavelmente era filho de Lúcio Cornélio Lêntulo Cruscélio, cônsul sufecto em 38 a.C., com Sulpícia.

## História
Aliado de Tibério, Lêntulo foi eleito cônsul juntamente com Marco Valério Messala Messalino em 3 a.C.. Por volta de 4 d.C., foi nomeado procônsul da África e, durante seu mandato, lutou contra revoltas das tribos nativas no sul da província e além de suas fronteiras. Durante uma expedição ao deserto da Líbia em busca da tribo dos nasamões, Lêntulo foi morto.

## Família
Lêntulo se casou em algum momento, mas não se sabe o nome de sua esposa. Ronald Syme sugere uma filha Públio Cornélio Cipião ou de Públio Cornélio Lêntulo Marcelino, mas não excluiu uma Emília Lépida. Ele teve uma filha, Cornélia Lêntula, que se casou com Lúcio Volúsio Saturnino, cônsul sufecto em 3 d.C..